# Serbgran
Serbgran (Picea omorika) kallas även serbisk gran eller omorikagran är en granart som blir mellan 15 och 20 meter hög. Den kommer ursprungligen från centrala Balkan där den är endemisk.

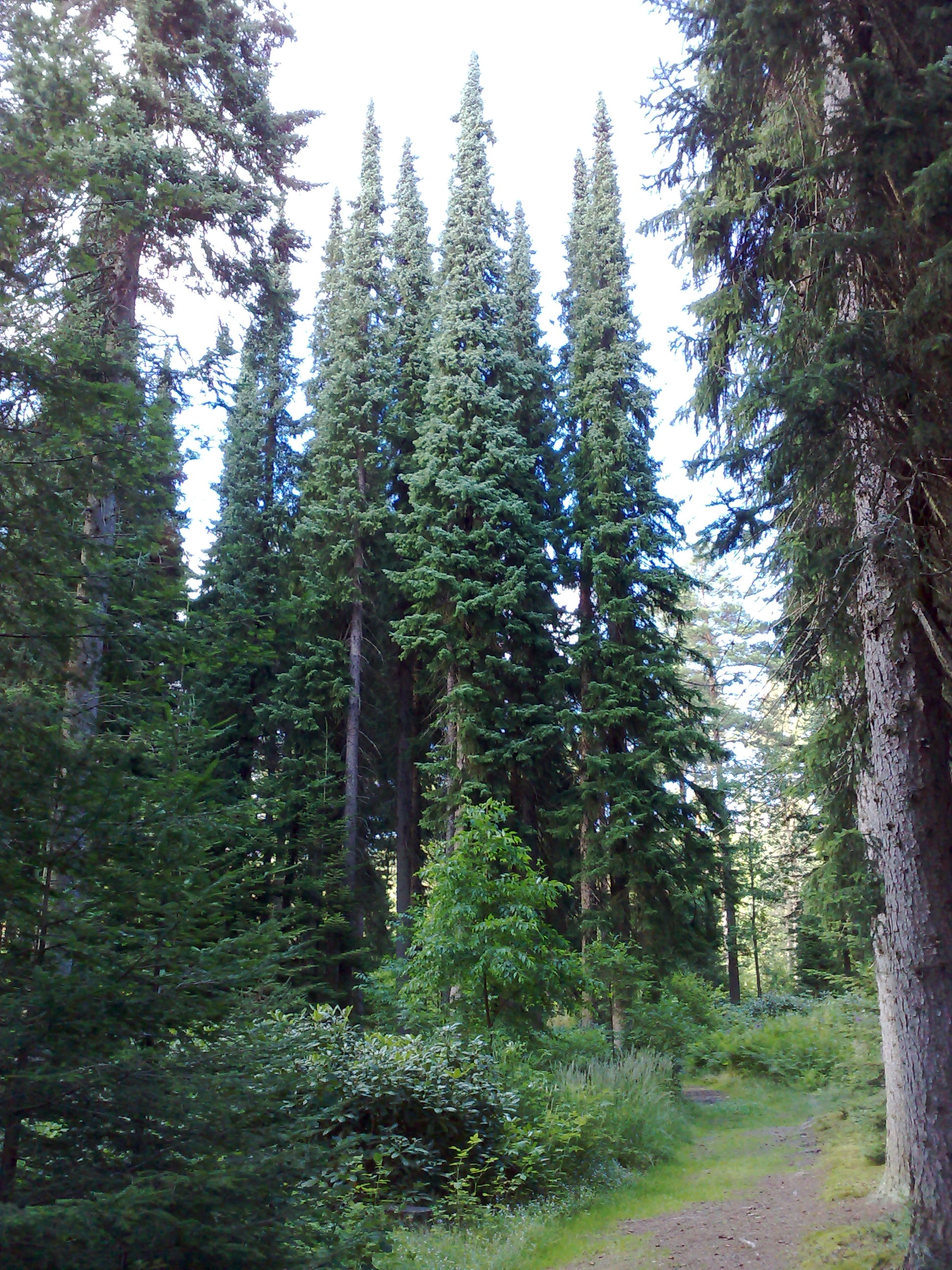
Serbgranar i Mustila arboretum i södra Finland

Arten har flera från varandra skilda populationer i sydöstra Bosnien och Hercegovina samt i västra Serbien. Den växer i bergstrakter mellan 700 och 1500 meter över havet. Serbgran hittas på sluttningar som är riktade åt väst eller nordväst. Den är ibland det dominerande trädet i skogarna men den ingår vanligen i varierande skogar tillsammans med vanlig gran (Picea abies), silvergran, svarttall, bok, asp, rönn, vitoxel, Ostrya carpinifolia och arter av eksläktet. I Serbien kan även avenbok och lönn ingå.
Kottar av honkön utvecklas i september och oktober. De öppnar sig först under nästa maj eller juni när hankottarna blir könsmogna.
De glest fördelade populationerna beror på intensivt skogsbruk och på bränder. Några av dessa bränder orsakades av Bosnienkriget. Det kvarvarande beståndet hotas fortfarande av bränder. Serbgran drabbas dessutom av svampen mörkfjällig honungsskivling (Armillaria ostoyae) så att flera exemplar dör. IUCN listar arten som starkt hotad (EN).